# معاملة المثليين في تركيا

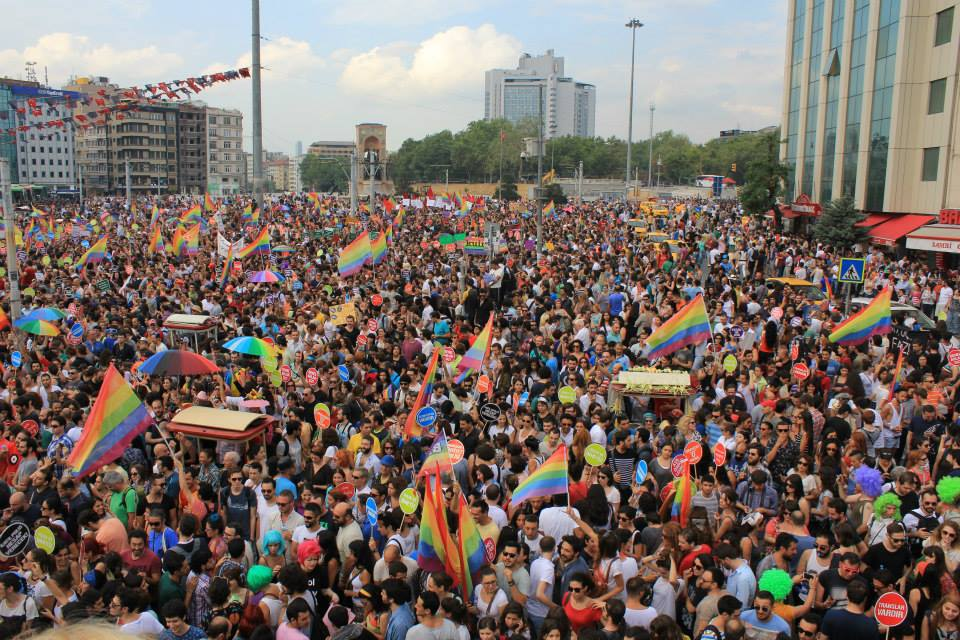
مسيرة فخر المثليين بساحة تقسيم في إسطنبول عام 2013

يواجه الأشخاص من المثليين والمثليات ومزدوجي التوجه الجنسي والمتحولين جنسياً (اختصاراً: LGBT) في تركيا تحديات قانونية لا يواجهها غيرهم من المغايرين جنسيا. يعود تشريع النشاط الجنسي المثلي قانونيا إلى زمن الدولة العثمانية تحت حكم حزب الاتحاد والترقي عام 1885 وهو دوما قانوني في دولة تركيا الحديثة، منذ يوم تأسيسها في 29 أكتوبر 1923. لدى الأفراد من المثليين والمثليات ومزدوجي التوجه الجنسي والمتحولين جنسيا الحق في طلب اللجوء لتركيا بموجب اتفاقية جنيف منذ عام 1951، لكن لا يتم إعطاء اشركاء المثليين نفس الحماية القانونية المتاحة للشركاء المغايرين. تم السماح للمتحولين جنسياً بتغيير جنسهم في الوثائق القانونية الحكومية منذ عام 1988. وعلى الرغم من أن الحماية ضد التمييز فيما يتعلق بالتوجه الجنسي والهوية الجندرية أو التعبير عنها جرى مناقشتها من الناحية القانونية في البلاد، إلا أنه لم يتم تشريعها حتى الآن. عموماً، يُعتبر الرأي العام حول المثلية الجنسية في تركيا مُحافظاً، وتم الإبلاغ على نطاق واسع من البلاد بأن الأشخاص من مجتمع المثليين يعانون من التمييز والمضايقات والعنف في السنوات الماضية.

## تاريخ
عارضت الحكومة الوطنية خلال الثمانينات سواء أكانت منتخبة ديمقراطياً أو نتيجة لانقلاب عسكري أي وجود مرئي وواضح لمجتمع المثليين خصوصاً في السياق السياسي، ومن المحتمل أنه قد تم استخدام الإجراءات الصارمة ضد الدعارة من قبل الحكومة في ذلك الوقت كذريعة لمضايقة مثليي الجنس والمتحولين جنسياً.
بعض الأشخاص المثليين الذين أفصحوا عن مثليتهم علنا في الثمانينات كانوا ناجحين في حياتهم المهنية مثل الكاتب والشاعر موراثان مونغان. ومع ذلك، فقد قال كثير من مثليي الجنس ومزدوجي التوجه الجنسي من الرجال الذين عايشوا تلك الحقبة في مقابلات أنهم شعروا بالضغوط، من خلال المواقف الاجتماعية والسياسات الحكومية تجاههم، ولذلك فقد أبقوا توجهاتهم الجنسية سرية.
من منتصف وأواخر الثمانينات أعلن حزب الخضر الديمقراطي الراديكالي عن دعمه لحقوق المثليين، وتضمن ذلك عمل مجموعة من الأفراد المتحولين جنسياً للاحتجاج ضد عنف الشرطة. ومع ذلك، لم يبدأ العديد من أفراد الأقليات الجنسية في تركيا إلا في التسعينات بتنظيم أنفسهم للدفاع عن حقوق الإنسان المتعلقة بهم.
في عام 1993 تم إنشاء لامدا إسطنبول للقيام بحملة للدفاع عن حقوق المثليين والمثليات ومزدوجي التوجه الجنسي والمتحولين جنسياً بهدف الدفاع عن حقوقهم في تركيا. وبعد مرور عام في 1994 حظر حزب الحرية والتضامن التمييز على أساس التوجه الجنسي والهوية الجندرية داخل الحزب، وقام بترشيح ديميت ديمير وهو صوت رائد في مجتمع المثليين،
ليصبح رسمياً أول مترشح متحول جنسياً في انتخابات المجلس المحلي في مدينة إسطنبول.
رُفض منح تصريح لتنظيم مسيرة فخر عام 1993. وأبدت الحكومة معارضة مماثلة في عام 1995 وعام 1996 لمهرجان أفلام المثليين ولمؤتمر أكاديمي. أشار مسؤولون حكوميون إلى القوانين الغامضة التي تهدف إلى حماية الأخلاق العامة كمبرر لرفض السماح لتلك الفعاليات العامة بأن تعقد.
ألغت المحكمة العليا التركية عام 1996 قرار محكمة أدنى وانتزعت طفلة من والدتها المثلية بدعوى أن المثلية الجنسية هي «غير أخلاقية».
خلال التسعينات ذكرت تقارير من قبل رابطة حقوق الإنسان في تركيا بالإضافة إلى المنظمات الدولية لحقوق الإنسان مثل منظمة العفو الدولية أن الأشخاص المتحولين جنسياً يتعرضون للمضايقات والضرب بصورة متكررة على أيدي ضباط الشرطة. وذكرت مقالة في صحيفة الغارديان من عام 1996 أن الشرطة قامت بإضرام النار في وحدة سكنية يقطنها عدد من المقيميين المتحولين جنسياً.
بحلول القرن الحادي والعشرون، بقيت التقارير تتحدث عن مضايقات وعنف يتعرض له الأشخاص من المثليين والمثليات ومزدوجي التوجه الجنسي والمتحولين جنسياً في تركيا. في عام 2008، تم إطلاق النار على أحمد يلدز وهو طالب تركي-كردي مثلي خارج مقهى وتوفي لاحقاً في المستشفى. أطلق علماء الاجتماع على عملية القتل هذه بأنها أول جريمة قتل شرف معروفة لمثليي الجنس في تركيا. لم تتلقى مسيرة فخر إسطنبول أي دعم من البلدية أو الحكومة.
في عام 2009، أعلن حكم كرة القدم للهواة خليل إبراهيم دينجداغ عن مثليته الجنسية علنا وتم منعه لاحقا من تحكيم مباريات كرة القدم. في كانون الأول/ديسمبر 2015، أُمر الاتحاد التركي لكرة القدم بدفع 23000 ليرة كتعويض عن طرد دينسداك.
في 21 سبتمبر عام 2011 التقت وزير الأسرة والسياسات الاجتماعية فاطمة شاهين مع منظمة للدفاع عن حقوق المثليين والمثليات ومزدوجي التوجه الجنسي والمتحولين جنسيا، وقالت بأن الحكومة سوف تعمل بفاعلية مع منظمات المثليين. قامت شاهين بتقديم اقتراح لقبول الأفراد من المثليين والمثليات ومزدوجي التوجه الجنسي والمتحولين جنسيا في الدستور الجديد الذي يعتزم البرلمان وضع مسودة له في العام المقبل. دعت الوزيرة شاهين أعضاء البرلمان للتعامل مع المقترح بإيجابية. وصرحت بأنه «إذا ما كانت الحرية والمساواة للجميع، إذن يجب القضاء على التمييز القائم على أساس التوجه الجنسي وينبغي الاعتراف بحقوق هؤلاء المواطنين من مجتمع المثليين.»
في مايو عام 2012، طلب حزب السلام والديمقراطية من كتاب الدستور التركي الجديد بأن يقوموا بتضمين زواج المثليين في هذا الدستور. تم رفض هذا الاقتراح من قبل حزب الغالبية في البرلمان التركي: حزب العدالة والتنمية، وحزب الحركة القومية وهو أحد أحزاب المعارضة، وبالمقابل تلقى هذا الاقتراح الدعم من جانب حزب المعارضة الرئيسي في البلاد: حزب الشعب الجمهوري.
في 9 يناير 2012، كتب صحفي يدعى سيردار أرسيفن في صحيفة ذات توجه إسلامي تدعى «يني أكيت» (بالتركية: Yeni Akit)‏ مقالة بعنوان «الأشخاص المثليين كمنحرفين». ونتيجة لذلك، عاقبت محكمة الاستئناف العليا في البلاد الصحيفة بغرامة مقارها 4,000 ليرة تركية لنشرها المقال والصحفي الذي كتب المقالة بمبلغ 2000 ليرة بسبب خطاب الكراهية الموجه ضد المثليين.
في 29 مايو عام 2013 تم مناقشة اقتراح بحث برلماني يتعلق بحقوق المثليين في البرلمان التركي. على الرغم من دعم حزب السلام والديمقراطية الكردي وحزب الشعب الجمهوري العلماني للاقتراح وامتناع حزب الحركة القومية عن التصويت، تم رفض الاقتراح من قبل برلمانيي الحزب الحاكم حزب العدالة والتنمية. أشار النائب عن حزب العدالة والتنمية توركان داغولو للمقالات العلمية عن المثلية الجنسية التي نُشرت في الولايات المتحدة عام 1974 والتي تقول «المثلية الجنسية هي حالة غير طبيعية. لا يجوز السماح بزواج المثليين. وهو ما قد يسبب تدهوراً اجتماعياً.» تأييداً لاقتراح البحث البرلماني قال النائب عن حزب الشعب الجمهوري بيناز توبراك أنه «في السبعينات كان هناك علماء يشيرون إلى أن الأشخاص السود ليسوا بمستوى ذكاء الأشخاص البيض في الولايات المتحدة. وبالتالي العلم اليوم لا يقبل استنتاجات تلك الأيام. لا يمكن السماح بأقوالك.»
في 12 أغسطس 2013 قامت لجنة المصالحة الدستورية والتي تقوم بصياغة مسودة دستور جديد للجمهورية والتي تضم الأحزاب الأربعة الأكبر في البرلمان الأكراد، العلمانيين، الإسلاميين والقوميين بالتوافق على توفير الحماية الدستورية ضد التمييز للأشخاص من مجتمع المثليين. تم إلغاء المسودة لاحقاً.
في 17 يوليو عام 2014، قضت المحكمة العليا في تركيا بأن أي إشارة للمثليين بأنهم «منحرفون» تمثل خطاب كراهية.

## قانونية النشاط الجنسي المثلي
لا يُعتبر النشاط الجنسي المثلي بين بالغيّن بالتراضي جريمة في تركيا. السن القانوني للممارسة الجنسية لكلا المغايرين جنسيا والمثليين جنسيا هو 18. أيضاً تم صياغة القانون الجنائي بشكل مُبهم فيما يتعلق بحظر «الافتضاحية العامة» و«الإخلال بالآداب العامة» والتي تستخدم لمضايقة المثليين والمتحولين جنسياً. تُعطى المدن والبلدات التركية بعض الفسحة لسن مختلف قوانين «الأخلاق العامة».

## الاعتراف القانوني بالعلاقات المثلية
لا تعترف تركيا بزواج المثليين أو الاتحاد المدني. أظهرت استطلاعات حديثة أن 80% من الأتراك ضد زواج المثليين.

## الحماية من التمييز
لا يوجد حتى الآن قوانين تحمي الأفراد المثليين من التمييز في التوظيف والتعليم والسكن والرعاية الصحية والمرافق العامة أو الائتمان في تركيا. ذكر تقرير مفوضية الاتحاد الأوروبي لشؤون التوسيع في أكتوبر من عام 2009:
لقد جرت عدة حالات للتمييز في مكان العمل، حيث تم إقالة موظفين مثليين بسبب توجههم الجنسي. تُستخدام أحكام القانون الجنائي التركي حول ’الافتضاحية العامة‘ و’الجرائم المخلة بالآداب العامة‘ في بعض الأحيان للتمييز ضد الأشخاص من المثليين والمثليات ومزدوجي التوجه الجنسي والمتحولين جنسياً. وكثيراً ما يُستخدم قانون الجنح لفرض غرامات على الأشخاص المتحولين جنسياً.
في عام 2011، أصبحت أويك. إفرين أوزن، وهي امرأة متحولة جنسياً من محافظة بورصة، مرشحة لتكون نائبة عن حزب المعارضة الرئيسي، وهو حزب الشعب الجمهوري. كانت أول نائبة متحولة الجنس في تركيا خلال الانتخابات العامة.
اقترحت المعارضة الرئيسية، حزب الشعب الجمهوري حقوق المثليين أمام البرلمان التركي في 14 فبراير 2013.
يعتبر المثليون والمثليات ومزدوجو التوجه الجنسي والمتحولون جنسيا من بين طالبي اللجوء واللاجئين الأكثر هشاشة في تركيا اليوم.
في أغسطس 2013، وافقت أربعة أحزاب سياسية رئيسية في البرلمان بما في ذلك ن الأكراد، العلمانيين، الإسلاميين والقوميين، على توفير الحماية الدستورية ضد التمييز بحق المثليين والمثليات ومزدوجي التوجه الجنسي والمتحولين جنسيا. تم إلغاء المسودة في وقت لاحق بسبب عدم وجود تناقضات فيما يتعلق بمواضيع أخرى في مسودة الدستور الجديد.
في مارس 2014، أطلق كان كاووسوغلو، وهو ناشط تركي، حملة كأول مرشح للبلديات مثلي الجنس من تركيا، وأعلن «كاووسوغلو» للترشح في الانتخابات المحلية في منطقة البحر الأسود، وهي مدينة بولانكاك، غيرسون، التي يسكنها حوالي 60 ألفًا.
في فبراير/شباط 2015، قدم حزب الشعب الجمهوري المعارض الرئيسي مشروع قانون يحظر التمييز على أساس التوجه الجنسي والهوية الجنسية في القطاعين العام والخاص. يسعى مشروع القانون إلى المساواة في التوظيف والأجور والترقية والفصل في مكان العمل والإصلاحات في قانون الانضباط للقوات المسلحة التركية التي من شأنها أن تسمح لأفراد الجيش المثليين بالخدمة بشكل علني.
في عام 2015، أعلن الحزب الديموقراطي الشعبي الكردستاني والداعم لمجتمع المثليين أنه سيكون لديه مرشحا للمثليين ونسويون. أصبح باريس سولو، مرشح حزب الشعب الديمقراطي، أول رجل مثلي الجنس بشكل علني يخوض الانتخابات البرلمانية التركية.
في شباط/فبراير 2015، أصبحت اثنتان من المتحولين جنسيا مرشحتين انتخابتين بارزتين، ديفا أوزينن عن حزب الأناضول الذي تم تشكيله حديثا عن إزمير ونيلر البيرق عن حزب الشعب الجمهوري المعارض الرئيسي عن إسطنبول.
في يناير/كانون الثاني 2019، أصدرت محكمة العمل الرابعة والثلاثين في إسطنبول الحكم الأول في قضية قانونية حول ثلاثة رجال قمامة تم طردهم من قبل البلدية بدعوى تورطهم في علاقة مثلية مع أحد زملائهم في العمل. حكمت المحكمة لصالح أحد المدعين، الذي تم تحديده باسم أر. أس (R.S)، وخلصت إلى أنه تم إنهاء عقده بشكل غير عادل.
تم طرد ثلاثة من سائقي شاحنات القمامة التي تملكها بلدية كاغيثان في إسطنبول من قبل صاحب العمل بعد أن زُعم في العام الماضي أنهم كانوا على علاقة مثليّة مع جامع قمامة يبلغ من العمر 27 عامًا.
وقد أخبر جامع القمامة، الذي تم تحديده فقط باسم M.Ş. السلطات أنه كان قد دخل في علاقة جنسية «من وقت لآخر» مع سائقي الشاحنات الثلاثة.
وكان السائقون، الذين تتراوح أعمارهم بين 43 و 51 عاما، قد رفعوا دعوى على البلدية ومشغلهم في أبريل 2018، مستشهدين بما وصفوه بإنهاء العقد بشكل غير عادل.
وكانت محكمة العمل الرابعة والثلاثون في إسطنبول قد حكمت في 29 يناير 2019 لصالح أحد المدعين، والذي تم تحديده باسم R.S، وخلصت إلى أنه تم إنهاء عقده بشكل غير عادل.
وقال محاميه للمحكمة إن المدعي «لم يكن له أي علاقة بهذا الحادث»، بينما زعم محامو الشركة أن طرده كان جزءاً من «الإنهاء الشرعي» بسبب العلاقة الجنسية في العمل.
إذا تمت الموافقة على الحكم في عملية الاستئناف، أيضًا، فسيُجبر المشغل على إعادة المدعي إلى وظيفته السابقة أو تعويضه.
ومن المقرر عقد جلسة استماع واحدة من الحالتين الأخريين، التي لا تزال مستمرة، في فبراير.

## الخدمة العسكرية
يتم تطبيق الخدمة العسكرية الإلزامية في تركيا على جميع المواطنين الأتراك من الذكور الذين تتراوح أعمارهم ما بين 18 و41 سنة. إلا أن الجيش التركي يميّز صراحةً ضد المثليين عبر منعهم من الخدمة في الجيش. في نفس الوقت وفي خرق لالتزاماتها بموجب الاتفاقية الأوروبية لحقوق الإنسان رفضت تركيا أي اعتراف بالاستكناف الضميري عن أداء الخدمة العسكرية. يجب على بعض المعترضين أن يقوموا بتعريف أنفسهم على أنهم «مرضى» - ويتم إجبارهم على الخضوع لما تسميه هيومن رايتس ووتش عمليات فحص «مذلة ومهينة» لـ«إثبات» مثليتهم.
ذكر تقرير مفوضية الاتحاد الأوروبي لشؤون التوسيع في أكتوبر عام 2009:
لدى القوات المسلحة التركية تنظيم صحي يقوم بتعريف المثلية الجنسية على أنها مرض ’نفسي جنسي‘، ويحدد المثليين بوصفهم غير ملائمين للخدمة العسكرية. المجندين الذين يعلنون ميولهم الجنسية المثلية يجب أن يقدموا دليلاً مصوراً. وهناك عدد قليل من الأفراد الذين خضعوا لفحوصات طبية مهينة.
في نوفمبر عام 2015 أزالت القوات المسلحة التركية الفقرة التي تنص على أن المجند يجب أن يقوم «بإثبات» مثليته. قد يقرر المجندين الكشف عن توجههم الجنسي لفظيا والحصول على «تقرير غير ملائمة» أثناء الفحص الطبي والذي يعفيهم من الخدمة، أو يجب ألا يكشف عن ميوله بأي شكل من الأشكال لمدة عام إذا وافق الطبيب العسكري على منح «تقرير ملائمة» وأداء الخدمة الإلزامية. أولئك الذين أفصحوا عن توجههم الجنسي وحصلوا على «تقرير غير ملائمة» قد يكونوا عرضة للتمييز في المستقبل بالحياة العامة حيث سجل الجيش للمثليين في عملية الصياغة أدى إلى العديد من حالات تسرب العامة. تضل المثلية الجنسية سبباً لطرد الضباط المفوضين وضباط الصف والطلاب العسكريين بموجب قانون ضبط القوات المسلحة التركي.
هنالك القليل من الدعم في الجيش لصالح قبول أكبر؛ حيث أظهرت دراسة تعود لعام 2015، سُؤل فيها حوالي 1,300 ضابطاً «ما إذا كان من الممكن السماح للمثليين بالخدمة في الجيش»، وأجابت نسبة 96.3% منهم بلا.

## قوانين وسائل الإعلام
لا يتم حظر الأفلام المتعلقة بالمثليين في تركيا. شوهد فيلم جبل بروكباك، على سبيل المثال، في دور السينما التركية بدون أي رقابة حكومية. يمكن لأي شخص يبلغ من العمر ثمانية عشر عامًا أو أكثر شراء تذكرة لمشاهدة الفيلم.
يمكن أيضًا بيع أقراص DVD للأفلام المثلية بشكل قانوني في تركيا، على الرغم من أنه لا يمكن بيع أقراص الفيديو الرقمية ذات المحتوى الجنسي الصريح إلا للأشخاص الذين يبلغون من العمر ثمانية عشر عامًا أو أكثر.
في قضية تعود لعام 2013 في محكمة في إسطنبول ضد بائع اتهم ببيع غير قانوني ل 125 قرص فيديو رقمي تصوّر إباحية مثلية، قضى القاضي محمود إيرديملي بأن ممارسة الجنس المثلي هو فعل «طبيعي»، وذكر أنه ينبغي أن يتم احترام توجه الفرد الجنسي، وذكر أمثلة لزواج المثليين في كل من أوروبا والأمريكتين.

## تقييد حرية التعبير
تم حظر مسيرة فخر إسطنبول في يونيو 2015، والتي تزامنت مع صيام شهر رمضان للمسلمين، من قبل سلطات مدينة إسطنبول قبل الحدث بحجج «المخاوف الأمنية». بعد فترة وجيزة، تم إغلاقه من خلال تدخل الشرطة لأول مرة في تاريخها الذي يبلغ 13 عامًا. وقد تمت المسيرة في العام الماضي خلال شهر رمضان من دون منع. في عام 2016، تم حظره مرة أخرى واعتقل بعض المشاركين الذين حاولوا عقد المسيرة بغض النظر عن الحظر. كما تم حظرها أيضا في عام 2017، وعام 2018 اعتقل بعض المشاركين الذين حاولوا عقد المسيرة بغض النظر عن الحظر.
في عام 2017، حظرت العاصمة أنقرة جميع الأحداث المتعلقة بحقوق المثليين، تحت ذريعة توفير «السلام والأمن»، حيث قال المسؤولون إن مثل هذه «المعارض» يمكن أن تتسبب في قيام مجموعات مختلفة من المجتمع «بإيواء الكراهية والعداء علانية». من ناحية أخرى، أشارت وسائل الإعلام إلى أن الحظر جاء في سياق التراجع المطرد للحريات المدنية في تركيا بعد محاولة الانقلاب الفاشلة في عام 2016.

## الرأي العام
دعم الاتحادات المدنية وزواج المثليين (استطلاع يعود لعام 2015)
يختلف الرأي العام التركي من قضية الاعتراف بالاتحادات المدنية للشركاء المثليين وزواج المثليين. وأظهر استطلاع للرأي أجرته إبسوس عام 2015 أن نسبة 27% من الأتراك يأيدون تشريع زواج المثليين، بينما أيدت نسبة 19% تشريع الاتحادات المدنية. أما نسبة 25% فقد عارضت منح أي اعتراف قانوني بالعلاقات المثلية، ونسبة 29% لم يكن لها رأي في الأمر.

## ظروف الحياة

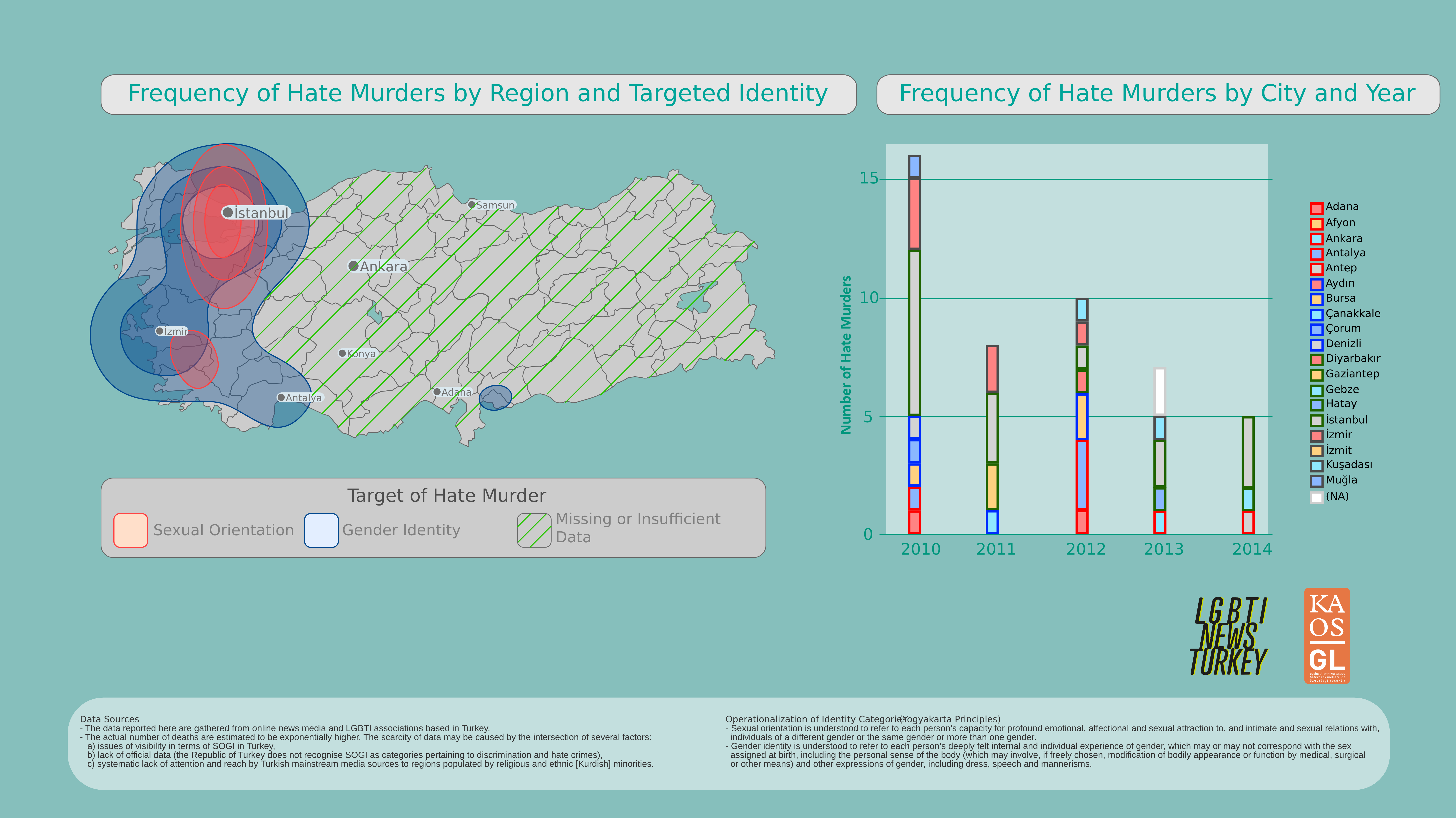
بين يناير 2010 ونوفمبر 2014، قُتل 47 شخص بسبب ميولهم الجنسية أو هويتهم الجندرية سواء كانت حقيقية أو مزعومة.

قد يواجه الأفراد من المثليين والمثليات ومزدوجي التوجه الجنسي والمتحولين جنسيا (اختصاراً: LGBT) في تركيا التمييز والمضايقة وحتى العنف من قبل أقارب لهم وجيران زملاء في العمل ورؤساء عمل وموظفين ومعلمين وحتى أعضاء من الشرطة التركية. تعتبر المثلية الجنسية إحدى محرمات المجتمع في البلاد ويمكن ملاحظة انتشار ثقافة «جرائم الشرف» في أسر المجتمع التركي بقتل أفراد (عادةً الإناث) الذين يشاركون في سلوكيات جنسية أو أخلاقية تُعتبر غير لائقة. قد تكون وفاة أحمد يليدز (26 عاماً)، وهو شاب تركي-كردي من مدينة أورفة أول مثال معروف عن جريمة شرف وقعت لضحية ذكر مثلي الجنس في تركيا. أظهرت دراسات للفترة الممتدة من عام 2007 حتى 2009 أعدها منتدى تركيا الديمقراطي مقتل 13 شخص في عام 2007 ومقتل 5 عام 2008 وعلى الأقل 4 خلال عام 2009 حيث ارتبطت جميع عمليات القتل بالتوجه الجنسي للضحايا. نشرت منظمة هيومان رايتس ووتش بتاريخ 21 مايو عام 2008 تقريراُ بعنوان «نحن بحاجة قانون للتحرير». يوثق التقرير كيف يتعرض الرجال المثليين والأشخاص المتحولين جنسياً للضرب والسطو ومضايقة الشرطة والتهديد بالقتل. وجدت هيومان رايتس ووتش أن رد فعل السلطات في معظم الحالات يكون غير متناسباً إن لم يكن معدوماً. في حالة ارتكاب جرائم قتل كراهية ضد المثليين، تُطبق المحاكم شرط «استفزاز كبير» وتقوم بتخفيض العقوبات.
في 20 آب أغسطس 2018، أثناء أزمة الليرة 2018، أفادت صحيفة «صباح» التركية الموالية لأردوغان أن الولايات المتحدة كانت تخطط «لإسقاط القنابل المثلية» على دول الأعداء بهدف «تغيير التوجهات الجنسية لسكان تلك الدولة».
في عام 2006، تم إخلاء لامدا إسطنبول من مقرها حيث لم تكن مالكة الإيجار راضية عن حقيقة أن المنظمة كانت تروج لحقوق المثليين. في عام 2008، تم إطلاق دعوى قضائية لإغلاق لامدا إسطنبول، وعلى الرغم من أن محكمة أدنى قررت في البداية لصالح إغلاق الجمعية، إلا أن المحكمة الدستورية التركية رفضت القرار، ولا تزال لامدا إسطنبول موجودة.
في 10 يونيو عام 2018، تم عقد مسيرة فخر إزمير السادسة. شارك حوالي 50,000 من أعضاء مجتمع المثليين، وحلفاءهم، وأنصار حقوق الإنسان في المسيرة.

### فخر إسطنبول

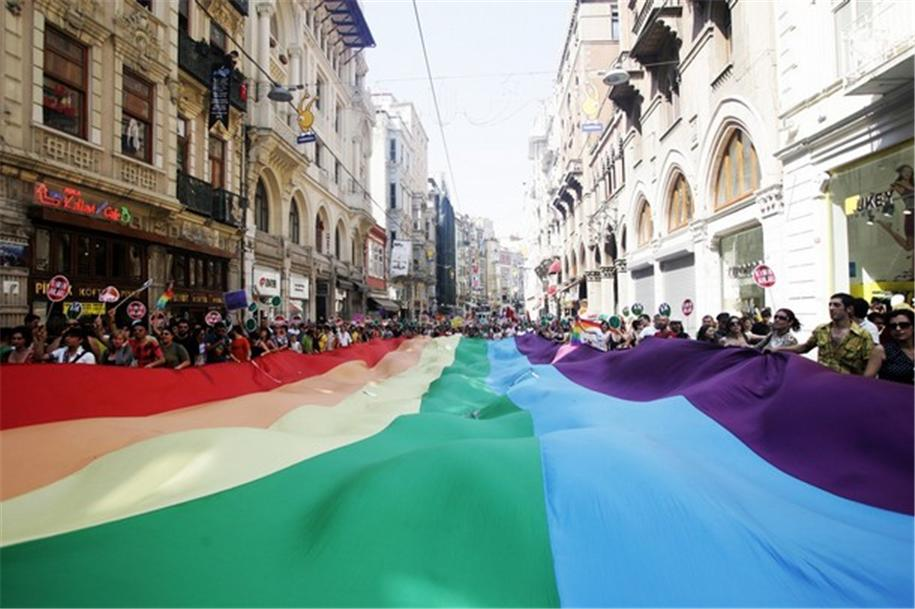
مثليون أتراك ونشطاء حقوق الإنسان يرددون هتافات ضد سياسات الحكومة التركية في شارع الاستقلال في إسطنبول

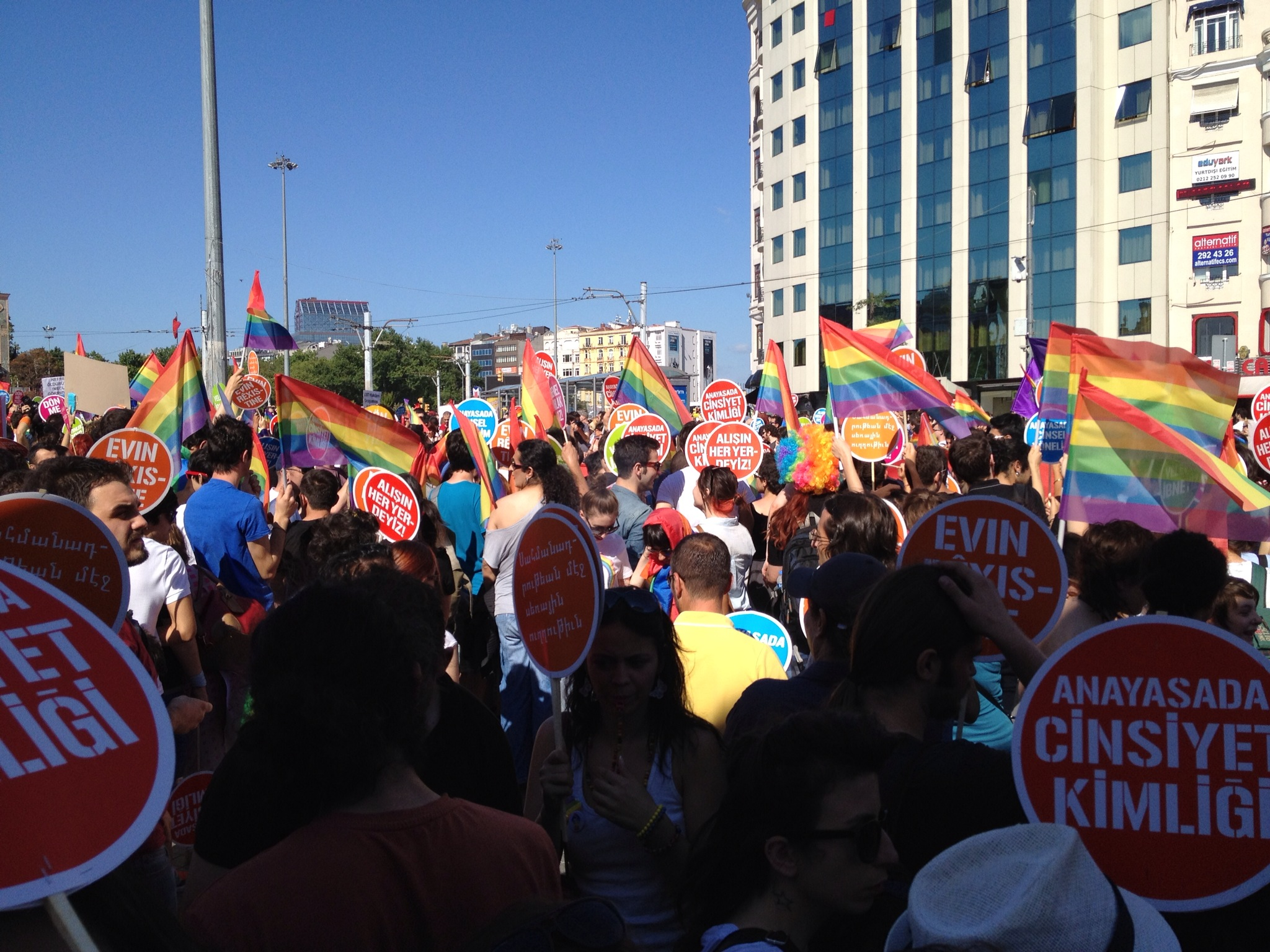
مسيرة فخر إسطنبول برايد في عام 2012

فخر إسطنبول هو مسيرة فخر ومظاهرة للمثليين تقام سنويا في أكبر مدينة في تركيا، إسطنبول. حدث هذا الحدث لأول مرة في عام 2003 ويحدث الآن كل عام إما يوم الأحد الأخير من شهر يونيو أو الأحد الأول من شهر يوليو، بمناسبة إنتهاء أسبوع فخر إسطنبول. شارك حوالي 30 شخصًا في أول غاي برايد إسطنبول. ازداد العدد بشكل كبير كل عام، ليصل إلى حوالي 5,000 شخص بحلول عام 2010. واجتذبت مسيرة عام 2011 أكثر من 10,000 شخص، مما يجعل مسيرة فخر إسطنبول أكبر مسيرة من نوعها في العالم الإسلامي. جذبت مسيرة الفخر في عام 2012، والتي جرت في 1 يوليو، ما بين 10,000 و 30,000 شخص.
يتجمع المشاركون في ميدان تقسيم قبل السير على طول شارع الاستقلال، وهو شارع المشاة واسعة واحدة واحدة من أهم الأماكن العامة في إسطنبول، مكان الاعياد والمهرجانات الإقليمية.
في 30 يونيو 2013، اجتذب موكب الكبرياء ما يقرب من 100,000 شخص. انضم المتظاهرون إلى متظاهري احتجاجات منتزه غيزي بتركيا، مما جعل من نسخة عام 2013 من فخر إسطنبول أكبر مسيرة فخر يعقد في تركيا. جذبت مسيرة فخر 2014 أكثر من 100,000 شخص. أشاد الاتحاد الأوروبي بتركيا كون مسيرة الفخر تمت دون انقطاع. في يوم الأحد 29 يونيو 2015، أفادت وكالة رويترز أن الشرطة التركية استخدمت مدفع مياه لتفريق مسيرة فخر المثليين.
في عام 2016 تم حظر مسيرة الفخر من قبل الحكومة المحلية «من أجل سلامة مواطنينا، أولا وقبل كل شيء المشاركين، والنظام العام». لم يتم السماح أيضًا لمنظمات المثليين بالتعبير عن بيان صحفي. زعمت سلطات إسطنبول مرة أخرى أنه لن يتم السماح بتجمع المثليين. «في القانون رقم 5442، لم تتم الموافقة على هذا الطلب بسبب الهجمات الإرهابية التي وقعت في بلدنا والمنطقة؛ لأن الأعمال والأحداث الاستفزازية قد تحدث عندما تؤخذ الحساسيات التي ظهرت في المجتمع في الاعتبار؛ ولأنه قد يتسبب في تعطيل النظام العام والشعب - بما في ذلك المشاركين في حالة الهدوء والأمن والرفاهية.»
في عام 2017، منع مكتب حاكم إسطنبول مجددًا موكب فخر المثليبن، مشيراً إلى مخاوف أمنية والنظام العام.
في عام 2018، وللسنة الرابعة على التوالي، حظر مكتب حاكم إسطنبول مرة أخرى مسيرة فخر المثليين، مشيراً إلى مخاوف أمنية والنظام العام، لكن تحدى حوالي ألف شخص الحظر، وقابلتهم الشرطة بالغاز المسيل للدموع والرصاص المطاطي. تم القبض على 11 مشاركا.

## ملخص
| قانونية النشاط الجنسي المثلي                                                             | (قانوني منذ عام 1858)                            |
| المساواة في السن القانوني للنشاط الجنسي                                                  | (قانوني منذ عام 1858)                            |
| قوانين مكافحة التمييز في التوظيف                                                         | No                                               |
| قوانين مكافحة التمييز في توفير السلع والخدمات                                            | No                                               |
| قوانين مكافحة التمييز في جميع المجالات الأخرى (تتضمن التمييز غير المباشر، خطاب الكراهية) | No                                               |
| قوانين جرائم الكراهية تشمل التوجه الجنسي والهوية الجندرية                                | No                                               |
| زواج المثليين                                                                            | No                                               |
| الاعتراف القانوني بالعلاقات المثلية                                                      | No                                               |
| تبني أحد الشريكين للطفل البيولوجي للشريك الآخر                                           | No                                               |
| التبني المشترك للأزواج المثليين                                                          | No                                               |
| يسمح للمثليين والمثليات ومزدوجي التوجه الجنسي بالخدمة علناً في القوات المسلحة             | No                                               |
| الحق بتغيير الجنس القانوني                                                               | (قانوني منذ عام 1988)                            |
| علاج التحويل محظور على القاصرين                                                          | No                                               |
| الحصول على أطفال أنابيب للمثليات                                                         | No                                               |
| الأمومة التلقائية للطفل بعد الولادة                                                      | No                                               |
| تأجير الأرحام التجاري للأزواج المثليين من الذكور                                         | (محظور لجميع الأزواج بغض النظر عن التوجه الجنسي) |
| السماح للرجال الذين مارسوا الجنس الشرجي بالتبرع بالدم                                    | [ 60 ]                                           |